# 韋倫山
46°02′31″N 7°40′40″E / 46.04194°N 7.67778°E

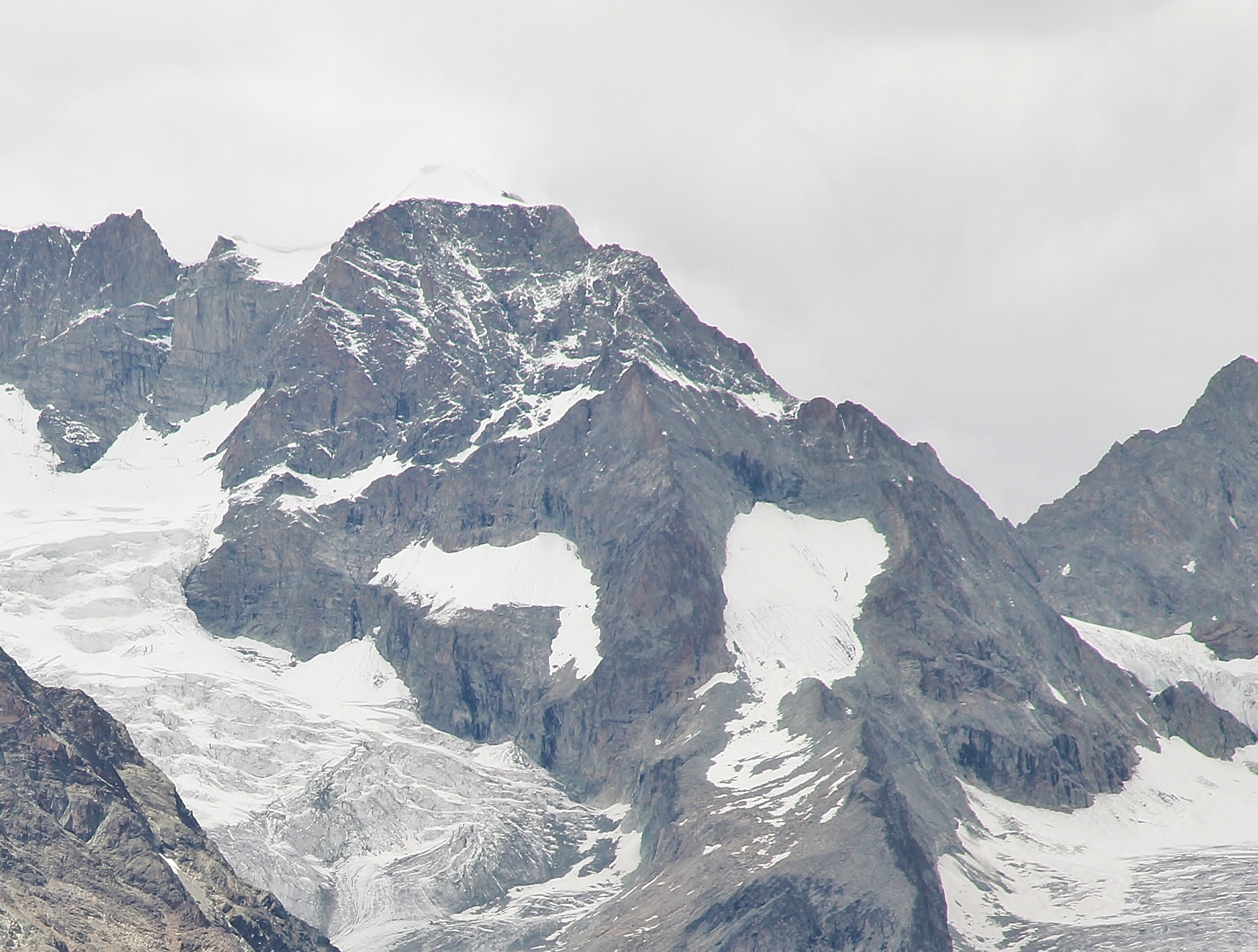

韋倫山（Wellenkuppe），是瑞士的山峰，位於該國南部，由瓦萊州負責管轄，屬於本寧阿爾卑斯山脈的一部分，海拔高度3,903米，人類在1865年7月1日首次登上該山峰。